# Сточек (Гайнівський повіт)
Сточек (пол. Stoczek) — село в Польщі, у гміні Наровка Гайнівського повіту Підляського воєводства.
Населення — 150 осіб (2011).
У 1975-1998 роках село належало до Білостоцького воєводства.

## Демографія
Демографічна структура станом на 31 березня 2011 року:
|          | Загалом | Допрацездатний вік | Працездатний вік | Постпрацездатний вік |
| -------- | ------- | ------------------ | ---------------- | -------------------- |
| Чоловіки | 75      | 13                 | 52               | 10                   |
| Жінки    | 75      | 6                  | 43               | 26                   |
| Разом    | 150     | 19                 | 95               | 36                   |